# 庾儉
庾儉（?—?），唐朝政治人物。
其父庾質因忤隋煬帝意，死於獄中。庾儉恥以術官，後由傅奕推薦，官至太史令，武德五年（622年），與令狐德棻、陳叔達等參修《周書》。曾薦傅仁均修曆法。傅奕屢次抵毀庾儉，庾儉卻不記恨，時人都讚賞庾儉仁厚，傅弈遽且忿。
《舊唐書》志第十五“天文上”評說：“武德年中，薛頤、庾儉等相次為太史令，雖各善於佔候，而無所發明。”